# Лицевой указатель
Лицевой указатель (также лицевой индекс, англ. facial index) — один из антропологических признаков, используемых в антропометрии, — отношение высоты лица к скуловому диаметру, выраженное в процентах. Введено в науку Андреасом Ретциусом в XIX веке.

## Технология
Штангенциркулем измеряется ширина лица в скулах, затем умножается на 100 и делится на высоту лица (от вершины лба до верхних зубов). Например, 13*100:16=81%
При тех же показателях с нижней челюстью лицевой показатель может отличаться: 13*100:20=65%

## Рубрикация на черепе
На черепе для верхнего указателя существует следующая рубрикация:
- эуриен (до 49,9),
- мезен (50,0—54,9),
- лептен (55,0 и более).

Для второго указателя:
- эурипрозопия (до 84,9),
- мезопрозопия (85,0—89,9),
- лептопрозопия (90,0 и более).

## Рубрикация на живых людях
На живых используется второй указатель с рубрикацией:
- эурипрозопия или юрипросопия (до 84,0), т.е. широкое лицо
- мезопрозопия (84,0—87,9),
- лептопрозопия или лептопросопия (88,0 и более), т.е. узкое лицо.

## Вариации
Лицевой указатель варьирует у различных групп населения; в антропологии он учитывается при выделении расовых типов.